# 2024 a sportban
2024 a sportban a 2024-es év fontosabb sporteseményeit tartalmazza.

## Események

### Január
| Dátum                  | Sportág          | Esemény                                                        | Helyszín                     |
| ---------------------- | ---------------- | -------------------------------------------------------------- | ---------------------------- |
| január 4–16.           | Vízilabda        | 2024-es férfi vízilabda-Európa-bajnokság                       | Horvátország                 |
| január 5–13.           | Vízilabda        | 2024-es női vízilabda-Európa-bajnokság                         | Hollandia                    |
| január 10–14.          | Műkorcsolya      | 2024-es műkorcsolya- és jégtánc-Európa-bajnokság               | Kaunas, Litvánia             |
| január 10–28.          | Kézilabda        | 2024-es férfi kézilabda-Európa-bajnokság                       | Németország                  |
| január 13–február 11.  | Labdarúgás       | 2023-as afrikai nemzetek kupája                                | Elefántcsontpart             |
| január 14–28.          | Tenisz           | 2024-es Australian Open, a 112. ausztrál nyílt teniszbajnokság | Melbourne, Ausztrália        |
| január 19.– február 1. | Ifjúsági olimpia | 2024. évi téli ifjúsági olimpiai játékok.                      | Kangvon tartomány, Dél-Korea |

### Február
| Dátum          | Sportág          | Esemény                                          | Helyszín                    |
| -------------- | ---------------- | ------------------------------------------------ | --------------------------- |
| február 2–18.  | Úszás            | 2024-es úszó-világbajnokság                      | Doha, Katar                 |
| február 11.    | Amerikai futball | Super Bowl LVIII                                 | Las Vegas, Egyesült Államok |
| február 12–18. | Birkózás         | 2024-es birkózó-Európa-bajnokság                 | Bukarest, Románia           |
| február 12–20. | Súlyemelés       | 2024-es súlyemelő-Európa-bajnokság               | Szófia, Bulgária            |
| február 17–18. | Atlétika         | 2024-es magyar fedett pályás atlétikai bajnokság | Nyíregyháza, Magyarország   |

### Március
| Dátum          | Sportág                    | Esemény                                           | Helyszín                |
| -------------- | -------------------------- | ------------------------------------------------- | ----------------------- |
| március 1–3.   | Atlétika                   | 2024-es fedett pályás atlétikai világbajnokság    | Glasgow, Nagy-Britannia |
| március 7–10.  | Gyorskorcsolya             | 2024-es összetett gyorskorcsolya-világbajnokság   | Inzell, Németország     |
| március 15–17. | Rövidpályás gyorskorcsolya | 2024-es rövidpályás gyorskorcsolya-világbajnokság | Rotterdam, Hollandia    |
| március 18–24. | Műkorcsolya                | 2024-es műkorcsolya-világbajnokság                | Montréal, Kanada        |

### Április
| Dátum          | Sportág   | Esemény                                  | Helyszín               |
| -------------- | --------- | ---------------------------------------- | ---------------------- |
| április 9–12.  | Úszás     | 2024-es magyar úszóbajnokság             | Budapest, Magyarország |
| április 18–28. | Ökölvívás | 2024-es amatőr ökölvívó-Európa-bajnokság | Belgrád, Szerbia       |

### Május
| Dátum               | Sportág           | Esemény                                                     | Helyszín               |
| ------------------- | ----------------- | ----------------------------------------------------------- | ---------------------- |
| május 8–12.         | Országútikerékpár | 2024-es Tour de Hongrie                                     | Magyarország           |
| május 10–26.        | Jégkorong         | 2024-es IIHF jégkorong-világbajnokság                       | Csehország             |
| május 15.           | Labdarúgás        | 2024-es magyar labdarúgókupa-döntő                          | Budapest, Magyarország |
| május 20.–június 5. | Labdarúgás        | 2024-es U17-es labdarúgó-Európa-bajnokság                   | Ciprus                 |
| május 26.–június 9. | Tenisz            | 2024-es Roland Garros, a 123. francia nyílt teniszbajnokság | Párizs, Franciaország  |

### Június
| Dátum                  | Sportág      | Esemény                                                                                             | Helyszín                   |
| ---------------------- | ------------ | --------------------------------------------------------------------------------------------------- | -------------------------- |
| június 1.              | Labdarúgás   | A londoni Wembley Stadionban rendezett döntővel zárul a Bajnokok Ligája (BL) 2023–2024-es sorozata. | London, Egyesült Királyság |
| június 7–12.           | Atlétika     | 2024-es atlétikai Európa-bajnokság                                                                  | Róma, Olaszország          |
| június 9–16.           | Öttusa       | 2024-es öttusa-világbajnokság                                                                       | Csengcsou, Kína            |
| június 10–23.          | Úszás        | 2024-es úszó-Európa-bajnokság                                                                       | Belgrád, Szerbia           |
| június 12–16.          | Kajak-kenu   | 2024-es gyorsasági kajak-kenu Európa-bajnokság                                                      | Szeged, Magyarország       |
| június 14.– július 14. | Labdarúgás   | 2024-es labdarúgó-Európa-bajnokság                                                                  | Németország                |
| június 19–30.          | Kézilabda    | 2024-es junior női kézilabda-világbajnokság                                                         | Észak-Macedónia            |
| június 20–július 14.   | Labdarúgás   | 2024-es Copa América                                                                                | Egyesült Államok           |
| június 29–30.          | Atlétika     | 2024-es magyar atlétikai bajnokság                                                                  | Budapest, Magyarország     |
| június 29–július 21.   | Kerékpározás | 2024-es Tour de France                                                                              | Franciaország              |

### Július
| Dátum                     | Sportág       | Esemény                            | Helyszín                   |
| ------------------------- | ------------- | ---------------------------------- | -------------------------- |
| július 1–14.              | Tenisz        | 2024-es wimbledoni teniszbajnokság | London, Egyesült Királyság |
| július 26.– augusztus 11. | Nyári olimpia | XXXIII. nyári olimpiai játékok     | Párizs, Franciaország      |

### Augusztus
| Dátum                        | Sportág             | Esemény                                              | Helyszín                            |
| ---------------------------- | ------------------- | ---------------------------------------------------- | ----------------------------------- |
| augusztus 14.                | Labdarúgás          | 2024-es UEFA-szuperkupa                              | Varsó, Lengyelország                |
| augusztus 26.– szeptember 8. | Tenisz              | 2024-es US Open, 144. amerikai nyílt teniszbajnokság | New York, Amerikai Egyesült Államok |
| augusztus 28.– szeptember 8. | paralimpiai játékok | 2024. évi nyári paralimpiai játékok                  | Párizs, Franciaország               |

### Szeptember
| Dátum             | Sportág     | Esemény             | Helyszín               |
| ----------------- | ----------- | ------------------- | ---------------------- |
| szeptember 10–23. | Sakkolimpia | 2024-es sakkolimpia | Budapest, Magyarország |

### Október
| Dátum          | Sportág       | Esemény                                       | Helyszín       |
| -------------- | ------------- | --------------------------------------------- | -------------- |
| október 15–20. | Asztalitenisz | 2024-es egyéni asztalitenisz-Európa-bajnokság | Linz, Ausztria |

### November
| Dátum                      | Sportág   | Esemény                                             | Helyszín                    |
| -------------------------- | --------- | --------------------------------------------------- | --------------------------- |
| november 2–9.              | Tenisz    | 2024-es WTA Finals Év végi női teniszvilágbajnokság | Rijád, Szaúd-Arábia         |
| november 23.– december 12. | Sakk      | Sakkvilágbajnoki döntő                              | Szingapúr                   |
| november 28.– december 15. | Kézilabda | 2024-es női kézilabda-Európa-bajnokság              | Ausztria Magyarország Svájc |

### December
| Dátum                              | Sportág  | Esemény                                  | Helyszín               |
| ---------------------------------- | -------- | ---------------------------------------- | ---------------------- |
| december 8.                        | Atlétika | 2024-es mezei futó Európa-bajnokság      | Antalya, Törökország   |
| december 10–15.                    | Úszás    | 2024-es rövid pályás úszó-világbajnokság | Budapest, Magyarország |
| 2024. december 15– 2025. január 3. | Darts    | 2025-ös PDC-dartsvilágbajnokság          | London, Nagy-Britannia |

## Halálozások

### Január
- Carmen Valero világbajnok spanyol közép- és hosszútávfutó
- Daniel Revenu olimpiai és világbajnok francia tőrvívó (* 1942)
- Osvaldo Lara világbajnoki bronzérmes kubai rövidtávfutó
- René Metge háromszoros Dakar-raligyőztes francia autóversenyző
- Alberto Festa világbajnoki bronzérmes portugál labdarúgó (* 1939)
- Mário Zagallo világbajnok brazil labdarúgó, edző (* 1931)
- Franz Beckenbauer világ- és Európa-bajnok német labdarúgó, edző (* 1945)
- Alessandro Argenton olimpiai ezüstérmes olasz lovas (* 1937)
- Carl-Erik Asplund olimpiai bronzérmes svéd korcsolyázó
- Frans Janssens Európa-bajnoki bronzérmes belga labdarúgó (* 1945)
- Paulányi Magda Európa-bajnoki ezüstérmes gerelyhajító (* 1945)
- Raema Lisa Rumbewas olimpiai ezüstérmes indonéz súlyemelő
- Uno Palu Európa-bajnoki ezüstérmes szovjet tízpróbázó
- Shawnacy Barber világbajnok kanadai rúdugró (* 1994)
- Josef Haas olimpiai bronzérmes svájci sífutó
- Luigi Riva Európa-bajnok, világbajnoki ezüstérmes olasz labdarúgó (* 1944)
- Anatolij Polivoda olimpiai bajnok szovjet kosárlabdázó
- Beszteri-Balogh János válogatott jégkorongozó, olimpikon
- Zdeněk Pecka olimpiai bronzérmes csehszlovák evezős (* 1954)

### Február
- Garth Manton olimpiai bronzérmes ausztrál evezős (* 1929)
- Michel Jazy olimpiai ezüstérmes francia futó
- Kurt Hamrin világbajnoki ezüstérmes svéd labdarúgó (*1934)
- Luigi Arienti olimpiai bajnok olasz kerékpárversenyző
- Hanahara Cutomu olimpiai bajnok japán birkózó (* 1940)
- Komka Magdolna magasugró, olimpikon (*1949)
- Kelvin Kiptum kenyai hosszútávfutó, a maratonfutás világcsúcstartója
- Jorge Toro világbajnoki bronzérmes chilei labdarúgó (* 1939)
- Jaap Oudkerk olimpiai bronzérmes holland kerékpárversenyző
- Levan Tediasvili olimpiai bajnok szovjet birkózó
- Vasile Dîba olimpiai bajnok román kajakozó (* 1954)
- Andreas Brehme világbajnok német labdarúgó (* 1960)
- Pentti Pesonen világbajnoki ezüstérmes finn sífutó
- Irene Camber olimpiai bajnok olasz vívó
- Martti Mansikka olimpiai bronzérmes finn tornász
- Gabriela Grillo olimpiai bajnok német lovas, díjlovagló (* 1952)
- Giuseppe D’Altrui olimpiai bajnok olasz vízilabdázó

### Március
- Povázsay Péter	világbajnok kenus
- Alexandre Baptista	világbajnoki bronzérmes portugál labdarúgó
- Rolf Larcher olimpiai bronzérmes svájci evezős (* 1934)
- Martin Ndongo-Ebanga olimpiai bronzérmes kameruni ökölvívó
- Antanas Bagdonavičiusolimpiai ezüstérmes szovjet-litván evezős (* 1938)
- Szergej Gyiomidov világbajnok és olimpiai ezüstérmes szovjet-üzbég tornász
- Wiesner Tamás Európa-bajnok vízilabdázó
- Emilio Correa olimpiai bajnok kubai ökölvívó
- Dobor Dezső sportújságíró (* 1954)
- Sinozuka Kendzsiró	japán autóversenyző (* 1948)
- Peter Bolliger	olimpiai bronzérmes svájci evezős (* 1937)
- Wolfgang Plottke olimpiai bronzérmes német evezős (* 1948)
- Mary Meyers olimpiai ezüstérmes amerikai gyorskorcsolyázó
- Holéczy Tibor sífutó olimpikon, sportvezető
- Violeta Quesada olimpiai ezüstérmes kubai futó
- Gordon Singleton világbajnok kanadai kerékpárversenyző
- Gisela Birkemeyer olimpiai ezüstérmes német gátfutó
- Juhász Péter olimpiai ezüstérmes labdarúgó (* 1948)
- Pavel Svojanovský	olimpiai ezüstérmes cseh evezős (* 1943)

### Április
- Müller Sándor válogatott labdarúgó (* 1948)
- Arthur Morgan olimpiai ezüstérmes brit vitorlázó
- O. J. Simpson	amerikaifutball-játékos (* 1947)
- Bernard Baudoux olimpiai ezüstérmes francia tőrvívó
- Bernd Hölzenbein világbajnok német labdarúgó (* 1946)
- Vlagyimir Andrejev olimpiai bronzérmes orosz gyalogló
- Jerry Tennant világbajnoki ezüstérmes amerikai bobversenyző
- Andrzej Jarosik olimpiai bajnok lengyel labdarúgó (* 1944)
- Kaszaja Jukio olimpiai bajnok japán síugró
- Francisco Rodríguez olimpiai bajnok venezuelai ökölvívó (* 1945)
- Georgij Mondzolevszkij	olimpiai bajnok szovjet röplabdázó (* 1934)
- Mihajlo Fomenko olimpiai bronzérmes szovjet labdarúgó (* 1948)
- Jean-Pierre Giudicelli olimpiai bronzérmes francia öttusázó
- Ken Holtzman, World Series bajnok amerikai baseballjátékos (* 1945)

### Május
- Sjoukje Dijkstra olimpiai és világbajnok holland műkorcsolyázó
- Hammerl László	olimpiai bajnok sportlövő, a nemzet sportolója (* 1942)
- Helmut Howiller Európa-bajnok német cselgáncsozó
- César Luis Menotti	argentin labdarúgó szövetségi kapitány (* 1938)
- Keszthelyi Rudolf tornász, olimpikon (* 1935)
- Toini Pöysti világbajnoki ezüst- és olimpiai bronzérmes finn sífutó
- Sean Burroughs olimpiai bajnok amerikai baseball-játékos
- Richard McClure olimpiai ezüstérmes kanadai evezős (* 1935)
- Patrick Nilan olimpiai ezüstérmes ausztrál gyeplabdázó (* 1941)
- Mark Wells olimpiai bajnok amerikai jégkorongozó
- Jevgenyij Brago olimpiai ezüstérmes szovjet evezős (* 1929)
- Fabián Cancelarich	világbajnoki ezüstérmes válogatott argentin labdarúgó (* 1965)
- Ivan Mráz olimpiai ezüstérmes csehszlovák labdarúgó (* 1941)
- Karl-Heinz Schnellinger világbajnoki ezüstérmes német labdarúgó (* 1939)
- David Wilkie olimpiai bajnok skót úszó
- Butch Johnson olimpiai bajnok amerikai íjász
- Birtalan István olimpiai ezüstérmes és világbajnok román válogatott kézilabdázó (* 1948)
- Arjen Teeuwissen olimpiai ezüstérmes holland lovas
- Manfred Wolke olimpiai bajnok német ökölvívó
- Ron Morris olimpiai ezüstérmes amerikai rúdugró
- Amaralvilágbajnoki bronzérmes brazil labdarúgó (* 1954)

### Június
- Carl Cain olimpiai bajnok amerikai kosárlabdázó
- André Ferreira	olimpiai bajnok brazil röplabdázó
- Beata Maksymow	világ- és Európa-bajnok lengyel cselgáncsozó
- Mihail Koljusev világbajnok szovjet kerékpárversenyző,
- Hans Rudolf Spillmann olimpiai ezüstérmes svájci sportlövő
- Jerry West	olimpiai bajnok amerikai kosárlabdázó
- Bob Schul olimpiai bajnok amerikai hosszútávfutó
- Stefano Malinverni olimpiai bronz- és Európa-bajnoki ezüstérmes olasz rövidtávfutó
- Guram Kosztava	olimpiai bronzérmes szovjet párbajtőrvívó (* 1937)
- Kovács Péter olimpiai bronzérmes tornász (* 1959)
- Amit Singh Bakshi olimpiai bajnok indiai gyeplabdázó (* 1925)
- Michael Krause	olimpiai bajnok német gyeplabdázó (* 1946)
- Brian Kilby Európa-bajnok brit maratoni futó

### Július
- Jacques Freitag világbajnok dél-afrikai magasugró
- Comunardo Niccolai	világbajnoki ezüstérmes olasz labdarúgó (* 1946)
- Nugzari Curcumia világbajnok grúz birkózó (* 1997)
- Nyikolaj Korolkov olimpiai bajnok szovjet díjugrató (* 1946)
- Nánási István paralimpiai ezüstérmes súlylökő
- Marian Velicu világbajnoki ezüstérmes román ökölvívó
- Hans-Otto Schumacher olimpiai ezüstérmes német szlalom kenus
- Abel Sarmientos világbajnoki ezüstérmes kubai röplabdázó
- Pedro Bustos világbajnok argentin kosárlabdázó
- Dimitar Zaprjanov olimpiai ezüstérmes bolgár cselgáncsozó
- Bengt Rask Európa-bajnoki bronzérmes svéd úszó
- Melis Béla	labdarúgó, bajnoki gólkirály (* 1959)
- Kevan Gosper olimpiai ezüstérmes ausztrál atléta futó
- Carolyn Schuler olimpiai bajnok amerikai úszó
- Mircea Grabovschi világbajnok és olimpiai ezüstérmes román kézilabdázó
- Józef Szmidt olimpiai és Európa-bajnok lengyel hármasugró (* 1935)
- Hans Lenk	olimpiai bajnok német evezős (* 1935)
- Vlagyimir Jesinov olimpiai bajnok szovjet evezős (* 1949)

### Augusztus
- Peter Kraus olimpiai bajnok német gyeplabdázó (* 1941)
- Jurij Szkobov olimpiai bajnok szovjet sífutó (* 1949)
- Vjacseszlav Ivanov olimpiai bajnok szovjet evezős
- Mercedes Pomares világbajnok kubai röplabdázó
- Galina Zibina olimpiai bajnok szovjet atléta, súlylökő, gerelyhajító
- Fritz Schmidt olimpiai bajnok német gyeplabdázó
- Alekszandr Usakov világbajnok szovjet sílövő
- Lars Björn olimpiai bronzérmes svéd jégkorongozó
- Komora Imre olimpiai bajnok labdarúgó (* 1940)
- Domingo Pérez, Copa América-győztes uruguayi labdarúgó (* 1936)
- Imbert Jebbink világbajnok holland gyeplabdázó
- Gösta Eriksson	olimpiai ezüstérmes svéd evezős (* 1931)
- Trude Dybendahl olimpiai ezüstérmes norvég sífutó
- George Rhoden olimpiai bajnok jamaicai futó (* 1926)
- Nojim Maiyegun olimpiai bronzérmes nigériai ökölvívó
- Mihaela Peneș olimpiai bajnok román atléta, gerelyhajító (* 1947)
- Johnny Gaudreau világbajnoki bronzérmes amerikai jégkorongozó
- Kurt Bendlin olimpiai bronzérmes német atléta, tízpróbázó
- Robertas Žulpa olimpiai bajnok szovjet-litván úszó
- Mislav Bezmalinović olimpiai bajnok jugoszláv vízilabdázó

### Szeptember
- Alekszandr Medvegy	olimpiai bajnok szovjet birkózó
- Vlagyimir Bureolimpiai ezüstérmes szovjet úszó
- Hermes Ramírez olimpiai ezüstérmes kubai rövidtávfutó
- Horst Weigangolimpiai bronzérmes keletnémet labdarúgó (* 1940)
- Sonia Iovan olimpiai bronzérmes román tornász (* 1935)
- Steve Gregg olimpiai ezüstérmes amerikai úszó
- Valentin Samungi olimpiai bronzérmes román kézilabdázó
- Otis Davis olimpiai bajnok amerikai rövidtávfutó
- Juhász Istvánolimpiai bajnok labdarúgó (* 1945)
- Alekszandr Barisnyikov	olimpiai ezüstérmes szovjet súlylökő
- Arakida Júko olimpiai bajnok japán röplabdázó
- Robert Dill-Bundi olimpiai bajnok svájci kerékpárversenyző
- Salvatore Schillaci világbajnoki bronzérmes olasz labdarúgó (* 1964)
- Giancarlo Crosta olimpiai ezüstérmes olasz evezős (* 1934)
- Anders Bergman olimpiai bronzérmes svéd jégkorongozó
- Michel Carrega olimpiai ezüstérmes francia sportlövő
- Jacques Teugels Európa-bajnoki bronzérmes belga labdarúgó (* 1946)

### Október
- Anatolij Konykov olimpiai bronzérmes szovjet labdarúgó (* 1949)
- Johan Neeskens	világbajnoki ezüstérmes holland labdarúgó (* 1951)
- Gejza Valent világbajnoki bronzérmes cseh diszkoszvető
- Alekszandr Pucskov olimpiai bronzérmes szovjet gátfutó
- Teresa Nowak Európai-bajnoki bronzérmes lengyel gátfutó
- Peter Luther olimpiai bronzérmes német díjugrató (* 1939)
- Bernd Bauchspieß olimpiai bronzérmes keletnémet labdarúgó (* 1939)
- Annelie Ehrhardt olimpiai bajnok német gátfutó
- Geoff Capes Európa-bajnok brit súlylökő
- Zé Carlos világbajnoki ezüstérmes brazil labdarúgó (* 1968)
- Cso Hjedzsong olimpiai bronzérmes dél-koreai röplabdázó

### November
- Luiz Onmura olimpiai bronzérmes brazil cselgáncsozó
- Clement Quartey olimpiai ezüstérmes ghánai ökölvívó
- Marise Chamberlain olimpiai bronzérmes új-zélandi középtávfutó
- Dallas Long olimpiai bajnok amerikai súlylökő
- Helmut Nonn olimpiai bronzérmes német gyeplabdázó (* 1933)
- Radivoje Krivokapić világbajnoki ezüstérmes jugoszláv kézilabdázó
- Sönke Sönksen	olimpiai ezüstérmes német díjugrató (* 1938)
- Károlyi Béla amerikai tornászedző (* 1942)
- Bernard Chiarelli világbajnoki bronzérmes francia labdarúgó (* 1934)
- Marjan Kandus Európa-bajnoki ezüstérmes jugoszláv kosárlabdázó
- Kékessy Andrea	világ- és Európa-bajnok, olimpiai ezüstérmes műkorcsolyázó (* 1926)
- Gianfranco Dalla Barba	olimpiai bajnok olasz kardvívó (* 1957)
- Jean Jourden világbajnok francia kerékpárversenyző
- Pedro Orlando Reyes világbajnok kubai ökölvívó
- Maria Alexandru világ- és Európa-bajnok román asztaliteniszező
- Josef Jelínek világbajnoki ezüstérmes csehszlovák labdarúgó (* 1941)

### December
- Ilke Wyludda olimpiai bajnok német diszkoszvető
- Tan Howe Liang olimpiai ezüstérmes szingapúri súlyemelő
- Rózsás Péter Európa-bajnok asztaliteniszező
- Ecaterina Oancia olimpia (1984) és világbajnok román evezős, kormányos (* 1954)
- Vitalij Dirdira olimpia bajnok ukrán vitorlázó
- Jevgenyij Alejnyikov olimpiai bronzérmes orosz sportlövő
- Joszip Vitebszkij olimpiai ezüstérmes szovjet párbajtőrvívó (* 1938)
- Amaury Pasos világbajnok és olimpiai bronzérmes brazil kosárlabdázó (* 1935)
- Dănut Grecu olimpiai bronzérmes román tornász
- Klaus Wöller olimpiai ezüstérmes nyugatnémet kézilabdázó
- Rik Van Looy világbajnok belga kerékpárversenyző
- Aigars Fadejevs olimpiai ezüstérmes lett gyalogló
- Klaus Wolfermann olimpiai bajnok német gerelyhajító
- Vlagyimir Dorohov olimpiai bajnok 1980 szovjet válogatott röplabdázó
- George Eastham	világbajnok angol labdarúgó (* 1936)
- Juozas Juocevičius Európa-bajnok szovjet ökölvívó
- Eric Hänni olimpiai ezüstérmes svájci cselgáncsozó
- Carlos Pedroso	olimpiai bronzérmes és világbajnok kubai párbajtőrvívó (* 1967)